# Lucerna (Honduras)
Lucerna es un municipio del departamento de Ocotepeque en la República de Honduras.

## Toponimia
El origen de su nombre se remonta al año 1875, en el que un obispo europeo visitó ese lugar y en la noche oscura observó una multitud de lucecitas, era la abundancia de luciérnagas, y se le ocurrió cambiarle el nombre al lugar y de acuerdo con habitantes la bautizaron como Lucerna.

## Límites
| Código | Límite                                  |
| ------ | --------------------------------------- |
| Norte  | Municipio de La Encarnación, Ocotepeque |
| Sur    | Municipio de Sensenti, Ocotepeque       |
| Este   | Municipio de Corquín, Copán             |
| Este   | Municipio de La Unión, Copán            |
| Oeste  | Municipio de Fraternidad, Ocotepeque    |
| Oeste  | Municipio de La Labor, Ocotepeque       |

Está situado en el Valle de Sensenti y su cabecera al Sur del Río Grande.

## Historia
En 1889, en la División Política Territorial de 1889 era uno de los municipios del Distrito de Sensenti, perteneciendo al Departamento de Copán.

## División Política
Aldeas: 4 (2013)
Caseríos: 49 (2013)
| Código | Aldea        |
| ------ | ------------ |
| 140801 | Lucerna      |
| 140802 | La Concordia |
| 140803 | Río Hondo    |
| 140804 | Santa Rosita |